# Cuproromeïta
La cuproromeïta és un mineral de la classe dels òxids que pertany al grup de la romeïta.

## Característiques
La cuproromeïta és un òxid de fórmula química Cu₂Sb₂(O,OH)₇. Anomenada originalment partzita, es tracta d'una espècie desacreditada per l'Associació Mineralògica Internacional. Cristal·litza en el sistema isomètric. La seva duresa a l'escala de Mohs es troba entre 3 i 4.
Les mostres que van servir per a determinar l'espècie, el que es coneix com a material tipus, es troben conservades a la Universitat Harvard, a Boston, amb els números de registre: 80284 i 80279.